# Microtea
Microtea je jediný rod čeledi Microteaceae vyšších dvouděložných rostlin z řádu hvozdíkotvaré. Jsou to přímé jednoleté byliny s jednoduchými střídavými listy a drobnými pravidelnými květy. Plodem je nažka. Rod zahrnuje 11 druhů a je rozšířen v Latinské Americe. V minulosti byl součástí čeledi líčidlovité (Phytolaccaceae). Některé druhy mají význam v tradiční medicíně.

## Popis
Zástupci rodu Microtea jsou jednoleté přímé byliny dorůstající obvykle výšky do 25 cm. Listy jsou jednoduché, kopinaté až vejčitě eliptické, přisedlé, střídavé, lysé. Květy jsou velmi drobné, pravidelné, oboupohlavné, přisedlé nebo stopkaté, v hroznovitých nebo klasovitých květenstvích. Okvětí se skládá z 5 (výjimečně 4) eliptických až úzce eliptických okvětních lístků. Tyčinek je 5 až 8. Semeník obsahuje jedinou komůrku a nese 3 až 5 volných čnělek. Plodem jsou ježaté až ostnité nažky.

## Rozšíření
Rod Microtea zahrnuje 11 druhů. Je rozšířen v Latinské Americe od Střední Ameriky až po Argentinu a také na Karibských ostrovech. Největší počet druhů roste v Brazílii. Rozsáhlý areál má druh Microtea debilis, který byl zavlečen i do Afriky.

## Taxonomie
Čeleď Microteaceae byla na základě výsledků molekulárních analýz v roce 2009 vyčleněna z čeledi Phytolaccaceae, která se ukázala v klasickém pojetí jako parafyletická. Podle kladogramů není čeleď Microteaceae s čeledí Phytolaccaceae bezprostředně příbuzná (byť patří do stejného řádu) a nejblíže příbuznými větvemi jsou čeledi Simmondsiaceae, Stegnospermataceae a Caryophyllaceae. V rámci systému APG se čeleď Microteaceae poprvé objevuje ve verzi APG IV, vydané v roce 2016.

## Význam
Nálev z Microtea debilis je v tradiční medicíně používán jako diuretikum a ke snížení krevního tlaku, při poruchách srdeční činnosti, ledvinových onemocněních a ke schlazení zánětů. Také se používá v kombinaci se Siparuna guianensis jako léčivo při cukrovce. V Guyaně slouží listy při nachlazení, kašli a podobně.